# 6144 Kondojiro

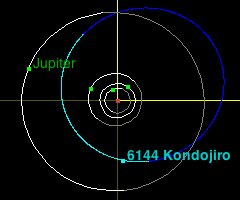
6144 Kondojiro

6144 Kondojiro eller 1994 EQ3 är en asteroid i huvudbältet som korsar Jupiters omloppsbana. Den upptäcktes 14 mars 1994 av de båda japanska astronomerna Kazuro Watanabe och Kin Endate vid Kitami-observatoriet. Den är uppkallad efter den japanske astronomen och egyptologen Jiro Kondo.
Asteroiden har en diameter på ungefär 32 kilometer.